# Kedungoleng
Kedungoleng is een bestuurslaag in het regentschap Brebes van de provincie Midden-Java, Indonesië. Kedungoleng telt 8353 inwoners (volkstelling 2010).